# Presto! L'escola de màgia
Presto! L'escola de màgia (títol original en francès, Presto ! le Manoir Magique) és una sèrie d'animació francobelga en 52 episodis d'onze minuts, adaptada del llargmetratge La casa màgica dirigit per Ben Stassen i Jeremy Degruson i produïda per TeamTO. Es va emetre entre el 2021 i el 6 d'abril de 2023 a M6. S'ha doblat i subtitulat al català pel canal SX3.

## Repartiment
- Sauvane Delanoë: Dylan
- Maryne Bertiaux: Lisa
- Olivier Peissel: Kiki
- Pierre-François Pistorio
- Stéphane Roux
- Frédérique Marlot
- Vanessa Van-Geneugden
- Julien Crampon
- Bruno Méyère
- Sandrine Le Berre
- Brigitte Guedj